# Belisarius xambeui
Belisarius xambeui je nejvzácnějším štírem Evropy. Je znám pouze ze severovýchodu Pyrenejí ve Francii a z Katalánska ve Španělsku. Žije v nadmořských výškách 650–1500 m. Dorůstá 3–4 cm. Je řazen do čeledi Troglotaoysicidae.